# 野田岩次郎
野田 岩次郎（のだ いわじろう、1897年（明治30年）2月15日 - 1988年（昭和63年）12月15日）は長崎県長崎市出身の実業家。第二次世界大戦後、連合国占領統治下の日本に於いて、持株会社整理委員会（HCLC）常務委員・委員長として財閥解体に当たり、HCLC解散後はホテルオークラの立ち上げに参加。日本ホテルの国際化の礎を築いた。

## 生涯
生家は三菱長崎造船所御用達の洋服商。外交官を目指し東京高等商業学校（現一橋大学）に入学したが、当時活況にあった貿易業に興味を持ち進路を転換。1918年の卒業とともに三井物産に入社。英語が得意だったことから、すぐシアトル出張所に配属された。
1922年、現地の弁護士の娘で米国の三井物産でタイピストをしていたアリス・カリタ・コーストン(愛称はカリタ)と結婚するが、人種偏見が強い当時の国際結婚は双方の家族や社内の抵抗を受け、これが原因となって翌年三井物産を退社する。
今で言うアルバイトの形で、中小貿易業者に勤めたのち、1926年、三井物産時代の同僚の岳父だった平生釟三郎の紹介で日綿実業に入社。横浜支店を経てニューヨーク支店に勤務。この時に全米各地を生糸のセールスを始めたが、野田が日本人ということで当初は門前払いをされて苦労をしたが、商談の円滑な進行のために相手方の地元で最高級のホテルのロビーを交渉場所に選び、マナーにも注意を払った経験が、のちのホテル時代に大いに役立つ事になる。
世界恐慌の影響を受けて日綿が経営危機に陥り、本社で海外支店閉鎖が検討されるとこれに反対し、1931年にニューヨーク支店長に就任。生糸、スフの取引を中心に活躍した。
日中戦争を契機に日米関係が悪化する中、ニューヨークに拠点を置く日本企業を集めて「ニューヨーク日本人商業会議所」を設立し、事態の打開に当たったが、真珠湾攻撃直後、敵国人としてFBIに逮捕され、1943年9月に、妻のカリタと娘のグロリアを置いたまま強制収容所で悲惨な生活を送った後、日本に強制送還させられた。
帰国後、嘱託として海軍省に出向。海外放送などの翻訳・分析に従事した。また軍令部に置かれた「対米研究会」に加わり、主にアメリカ人の国民意識について論じた。
1945年の敗戦によって海軍省嘱託を解かれ、日綿に復帰したが、1946年5月、小林一三の推薦で持株会社整理委員会設立委員となり、同年8月のHCLC発足に伴い常務委員、1949年11月に委員長に就任。企業とGHQの間に立ちつつ、合計408社に及ぶ持株会社・過度経済力集中排除法指定会社の整理や財閥家族・役員の産業界からの追放という、世界でも類を見ない国家規模の産業再編成を指揮した。この間、持株会社整理委員時代の1948年、昭和電工に関する問題に関し、衆議院不当財産取引調査特別委員会に証人喚問された。
HCLCが1951年7月に解散した後は京阪神急行電鉄、後楽園スタヂアム、三井船舶の顧問、川奈ホテル相談役を経て、1959年に大成観光社長に就任。財閥解体で帝国ホテルを手放した過去から、帝国ホテルに並ぶ国際ホテル建設の夢を抱いていた大倉喜七郎との二人三脚で、商社マン時代のホテル経験を活かしつつ、「遥か日本まできて頂いた外国のお客様に、日本の伝統・風土の中でくつろいで頂く」とのコンセプトの下に、1962年ホテルオークラ（現在のホテルオークラ東京）を開業。1964年東京オリンピックを背景に、日本のホテルの質の向上に力を注いだ。1975年には日本ホテル協会会長に就き、観光行政の強化や史跡・自然保護を訴えた。
ホテルオークラでは野田の後に、青木寅雄や、後藤達郎が社長を務めていたときも、野田が代表権を有しており、野田の院政が続いているといわれることもあった。しかし野田の真意は、後任の社長たちに、早く社長業に慣れてほしいというものであり、院政を敷くことではなかった。
故郷の長崎市に、ホテルオークラを進出したいと願っていたが、存命中には果たせなかった。
1988年12月15日に死去、91歳没。野田の墓所は多磨霊園の外国人区画に所在し、妻のアリスや娘とともに眠っており、生没年は英字で記されている。

## 著書
- 『財閥解体私記－私の履歴書』日本経済新聞社刊 ISBN 453209321X （1983年）
- 『テーブルマナー 西洋料理をおいしく食べる本』光文社刊 ISBN 4334002579 （1968年）